# Museo Fabergé (Baden Baden)
Il museo Fabergé è un museo ubicato nella città termale tedesca di Baden Baden e inaugurato nel maggio 2009 da Aleksandr Ivanov.

## Descrizione
Oltre all'uovo Rothschild Faberge, fanno parte della collezione del museo anche una rarissima caraffa in argento a forma di coniglio e l'ultimo uovo Imperiale Pasquale, realizzato con legno di betulla careliana, oro e diamanti, in occasione della Pasqua dell'anno 1917. Lo zar di Russia, Nicola II, tuttavia venne destituito prima di poterlo dare in dono a sua madre. Quando inizialmente Ivanov acquistò l'uovo Careliano, alcuni esperti furono scettici riguardo alla sua autenticità, in quanto la sua esistenza non era conosciuta prima d'allora. Ivanov tuttora possiede un indiscusso numero di documenti, trovati dai suoi ricercatori negli archivi di stato russi, che attestano l'originalità del suo uovo. Quest'ultimo è stato esposto nelle maggiori mostre internazionali e, a sua detta, accettato da numerosi studiosi.
Ivanov ha dichiarato che i costi di costruzione del suo museo si aggirano intorno ai 17 milioni di euro, tra acquisto e ristrutturazione, e comprendono circa 1 milione di euro in servizi di sicurezza. Egli ha scelto Baden-Baden, vicino al confine occidentale della Germania, perché è: “vicino alla Francia, luogo di vacanza dei ricchi, e storicamente una tra le località di vacanza più popolari tra i russi”. Il governo locale è stato di supporto, egli stesso ha confermato.
Il museo è dedicato alla memoria di Faberge che fu il fornitore ufficiale della corte Imperiale Russa dal 1885 al 1917. Egli ha inoltre accolto la crescente domanda di oggetti di lusso proveniente dalla nuova classe emergente dell'Impero Sovietico, in espansione durante il ventennio precedente la Prima Guerra Mondiale. Oltre alle uova di Pasqua, Faberge creò una vasta gamma di gioielli e opere d'arte decorative: tra le più famose vi sono figure di persone, animali e vasi con fiori, realizzati con pietre preziose e semi-preziose. La compagnia ha avuto un marchio di riconoscimento a livello internazionale, con negozi a Londra, e clienti come la Regina d'Inghilterra, il Re di Siam (l'attuale Thailandia). I lavori di Faberge divennero popolari nel mercato dei collezionisti occidentali, primo tra tutti Malcom Forbes, negli anni '60. Dal momento in cui i multimilionari provenienti dalla Russia sono apparsi sul mercato. i prezzi di questi gioielli hanno raggiunto cifre da record.
Ivanov ha riferito che l'unica ragione per la quale ha voluto aprire il suo museo in Germania è stato per ragioni di sicurezza. Ha dichiarato al giornale britannico Independent. “È davvero difficile [in Russia] a causa delle barriere amministrative […] Bisogna sempre essere grato a qualcuno e non riuscirai mai ad essere sicuro che la tua collezione sia davvero in salvo – né dallo stato, né dai banditi, né da nessun altro. In Germania abbiamo certamente speso ingenti somme di denaro nella sicurezza, ma almeno sappiamo che lo stato non farà nulla per conto suo.”
Nell'aprile 2009, un mese precedente l'inaugurazione del museo Faberge, una compagnia chiamata Faberge Ltd., registrata nelle Isole Cayman, chiamò in causa il museo Faberge facendo richiesta dei diritti di esclusività del marchio “Faberge”. Questa battaglia legale, rese complicato il primo anno di vita del museo Faberge Museum, in quanto il museo non era autorizzato all'utilizzo del nome Faberge, sia per quanto riguarda la sua pubblicità che per la stessa insegna posta all'ingresso del museo.